# Домбрувка (гміна Серадз)
Домбрувка (пол. Dąbrówka) — село в Польщі, у гміні Серадз Серадзького повіту Лодзинського воєводства.
Населення — 281 особа (2011).
У 1975-1998 роках село належало до Серадзького воєводства.

## Демографія
Демографічна структура станом на 31 березня 2011 року:
|          | Загалом | Допрацездатний вік | Працездатний вік | Постпрацездатний вік |
| -------- | ------- | ------------------ | ---------------- | -------------------- |
| Чоловіки | 137     | 34                 | 93               | 10                   |
| Жінки    | 144     | 32                 | 88               | 24                   |
| Разом    | 281     | 66                 | 181              | 34                   |